# Friedrich von Hellwig

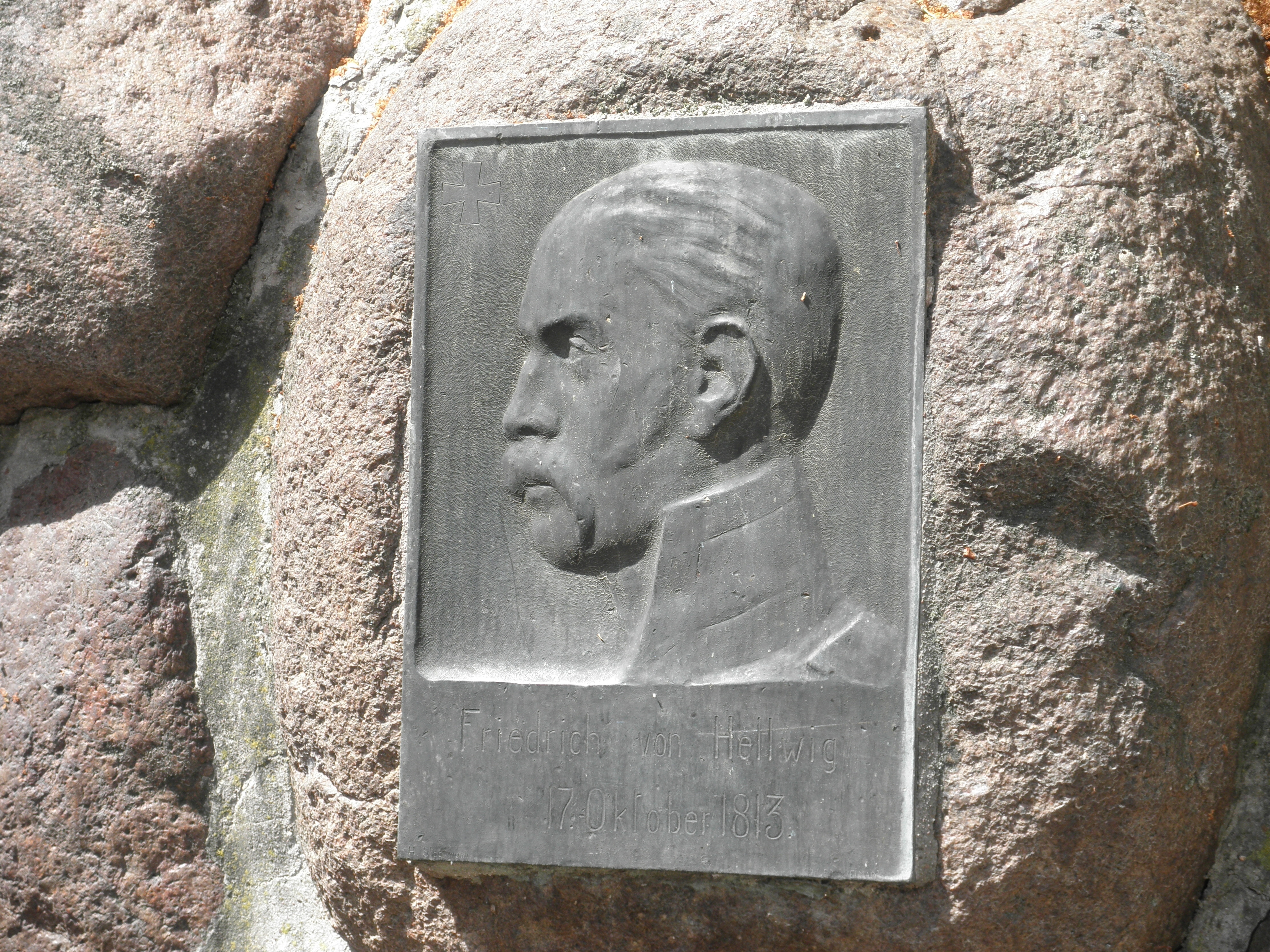
Der Hellwig-Stein in Schloßvippach

Karl Ludwig Friedrich Hellwig, seit 1826  von Hellwig, (* 18. Januar 1775 in Braunschweig; † 26. Juni 1845 in Liegnitz) war ein preußischer Offizier, zuletzt Generalleutnant, der während der Zeit der Befreiungskriege als Freikorpsführer Bekanntheit erlangte. Er war der erste Empfänger eines Eisernen Kreuzes 1. Klasse (für seinen Einsatz bei Wanfried).

## Leben

### Herkunft
Friedrich war der Sohn von Johann Christian Ludwig Hellwig, Braunschweiger Hofrat und Mathematiker am Collegium Carolinum und dessen Ehefrau Dorothea Henriette, geborene Schonewald.

### Militärkarriere
Nachdem Hellwig seine Ausbildung am Katharineum im Alter von 16 Jahren ohne Abschluss abgebrochen hatte, trat er am 19. Mai 1791 durch Vermittlung des Braunschweigischen Herzogs Karl Wilhelm Ferdinand als Junker in das preußische Husarenregiment H 3 unter v. Köhler ein, das in Oberschlesien stationiert war. Mit ihm nahm er umgehend an den Feldzügen der Jahre 1792/95 teil.

#### Hellwigs „Husarenstreich“

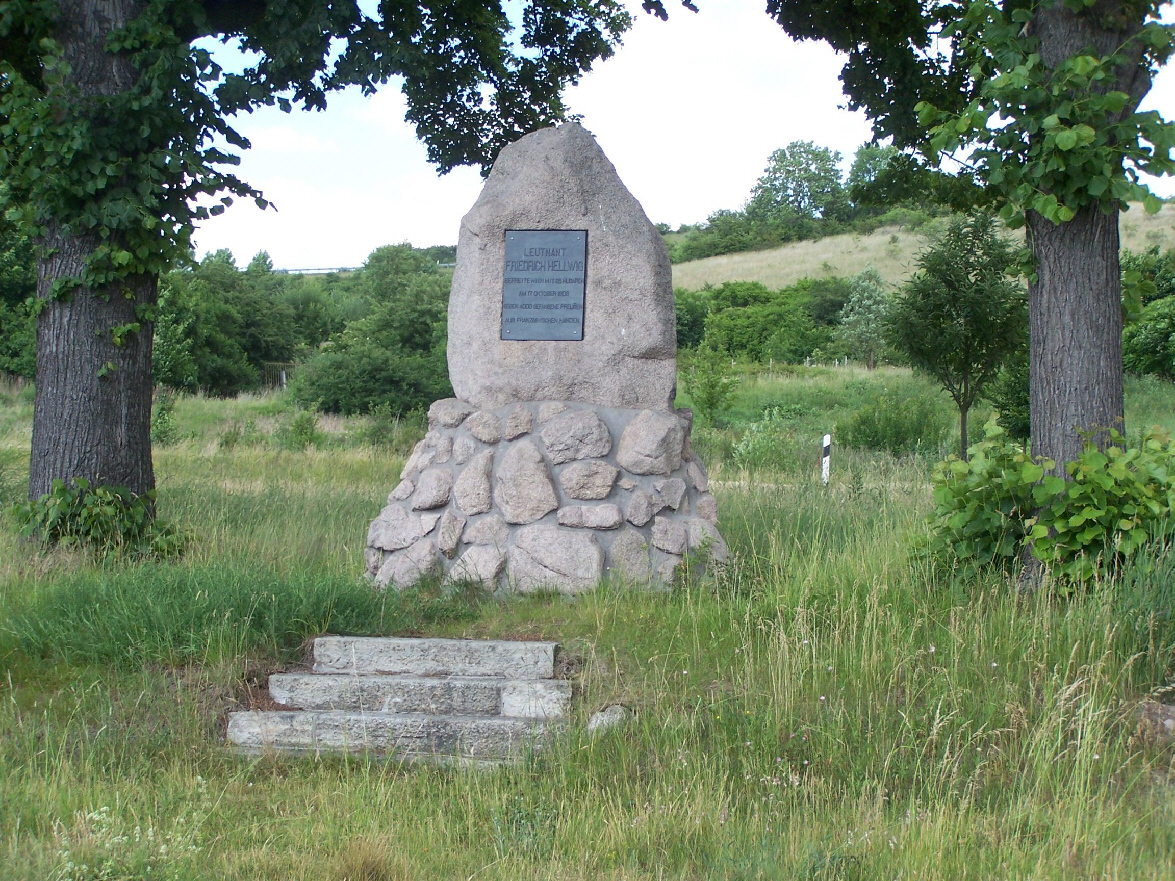
Das Hellwigdenkmal bei Eichrodt

Nachdem Hellwig eigentlich schon für die Erstürmung des Schlosses Münchweiler bei Trier mit abgesessenen Husaren, den Orden Pour le Mérite hätte erhalten sollen, wurde er nach der Schlacht von Jena und Auerstedt bekannt, als er am 17. Oktober 1806 als Leutnant mit 25 Husaren bei Eichrodt 4000 Preußen, die Besatzung der Festung Erfurt, aus napoleonischer Gefangenschaft befreite. Dieser Husarenstreich hatte zwar nur eine geringe militärische, jedoch eine umso größere psychologische Bedeutung für das geschlagene preußische Heer. Für diese Tat erhielt er aus den Händen der preußischen Königin Luise den Orden und wurde zum Eskadronschef befördert. Nach der Niederlage Preußens floh Hellwig nach Schlesien und schied durch eine bei Glatz erhaltene Verwundung zunächst aus dem Kriegsdienst aus.

#### Befreiungskriege

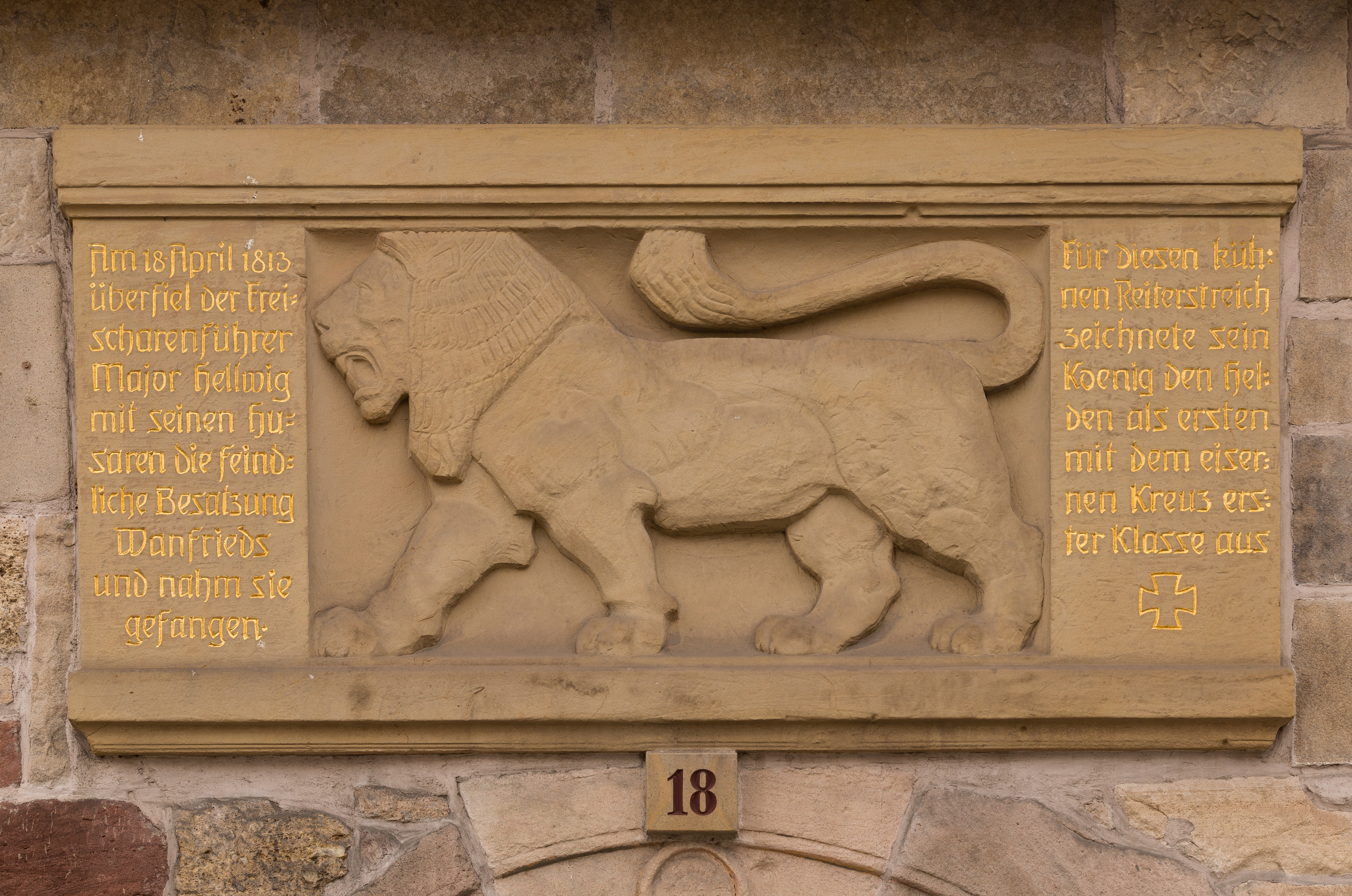
Gedenktafel am Eingang zum Rathaus der Stadt Wanfried

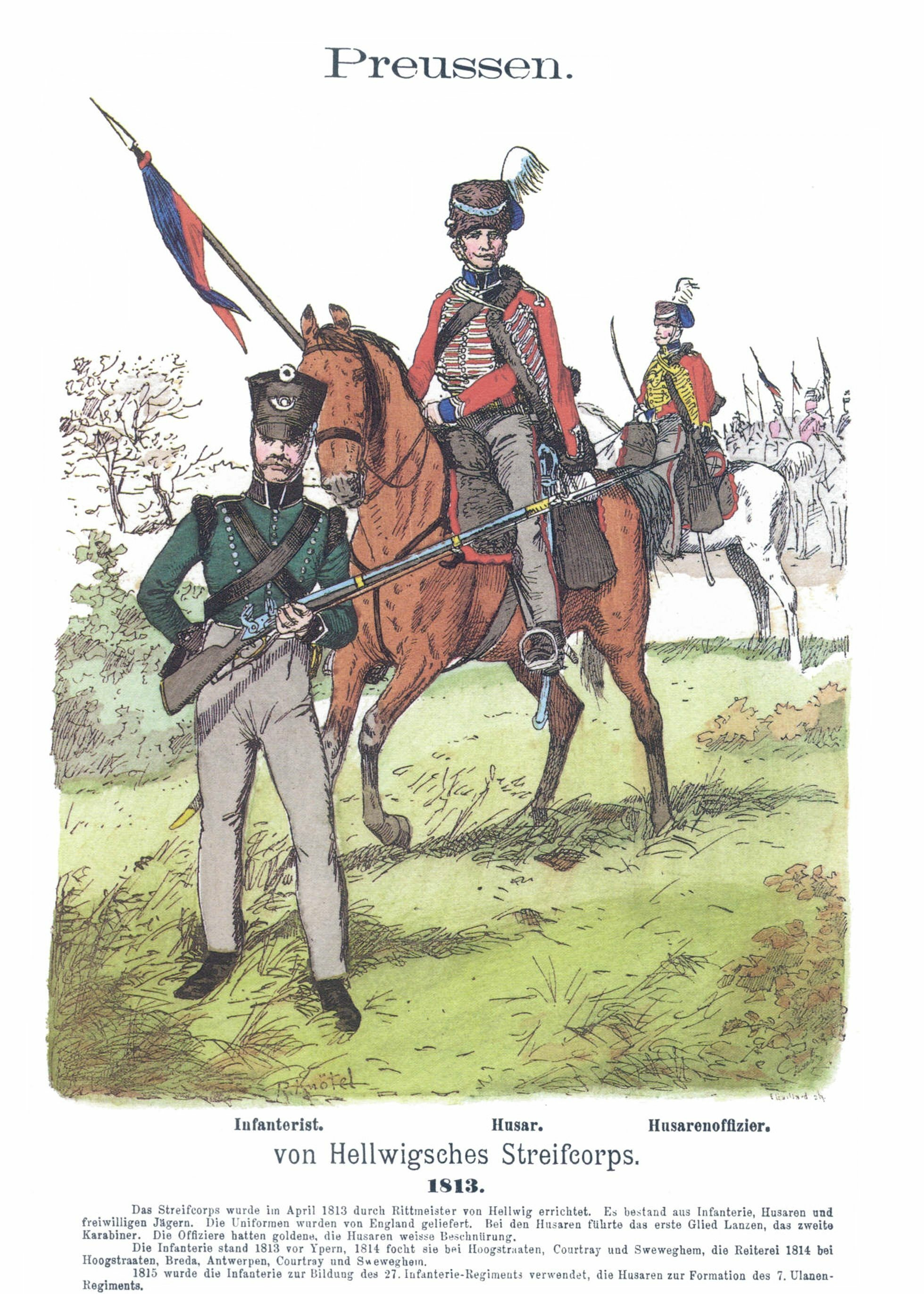
Von Hellwigsches Streifkorps 1813

Als 1813 die Befreiungskriege begannen, tat Hellwig Dienst als Major im 2. Schlesischen Husarenregiment. Im Frühjahr 1813 erhielt Hellwig von Generalfeldmarschall Blücher die Erlaubnis, ein „Partisan-Corps“ zu gründen, an dessen Spitze er am 25. November 1813 unter dem Jubel der von der französischen Besatzung befreiten Bevölkerung, in Braunschweig einzog.
Seine militärischen Taten während der Befreiungskriege:
- 12. April 1813, Langensalza: Der preußische Major von Hellwig überfiel mit ungefähr 150 Mann 2000 Franzosen und nahm ihnen 5 Geschütze, 3 Wagen und 20 Pferde ab. In Gotha nehmen die preußischen Husaren einen französischen Gesandtschaftssekretär fest und erbeuten wichtige Papiere. Hierfür wurde Hellwig das Eiserne Kreuz II. Klasse verliehen.
- 23. April 1813, Wanfried; der preußische Major von Hellwig überfällt ein westfälisches Husarenregiment, welche fast alle davonliefen, sodass nur 32 Mann und 50 Pferde genommen werden konnten. Der Anführer, Oberstleutnant von Göcking, ging zu den Preußen über. Hierfür wurde Hellwig das Eiserne Kreuz I. Klasse verliehen – als erstem Soldaten überhaupt.
- 17. Oktober 1813, Schloßvippach in der Nähe von Sömmerda: als Führer eines Freikorps macht Hellwig 70 polnische Ulanen samt drei Offizieren zu Gefangenen und nimmt 80 Pferde als Beute.[3]
- Am 17., 18. und 19. Oktober 1813 tobt die Völkerschlacht bei Leipzig, ein fürchterliches Gemetzel. Die königlich sächsische Armee sowie die württembergische Kavallerie laufen während der Schlacht zu den Alliierten über. Am Ende der Schlacht liegen überall Tote und Verwundete. Am 20. Oktober trifft das Hellwigsche Corps im thüringischen Heldrungen ein. Es hatte an der Schlacht selber nicht teilgenommen, sondern nahm die Aufgabe wahr, das Rückzugsgebiet der französischen Armee und ihrer Verbündeten zu verunsichern. Hellwig zieht weiter über Weißensee, Langensalza und Sondershausen nach Nordhausen.
- Am 29. Oktober nimmt das Hellwigsche Corps Halberstadt ein.
- Als Major von Hellwig am 29. Januar 1814 in Brüssel einrückt, wird er begeistert empfangen.

Am Ende des Krieges im April 1814 wurde das Hellwig'sche Freikorps aufgelöst. Hellwig wurde Kommandeur des 9. Husarenregiments, das er auch während des Sommerfeldzugs von 1815 befehligte. Hellwigs letzter Einsatz war ein Angriff auf ein Bataillon von General Grouchys Nachhut auf dem Rückzug von Wavre nach Charleroi am 20. Juni 1815.
Auch nach dem Friedensschluss von 1815 blieb Hellwig Soldat und wurde 1826 geadelt. 1830 wurde er zum Brigadekommandeur in Köln ernannt. 1838 nahm er im Range eines Generalleutnants und mit einer jährlichen Pension von 2250 Talern seinen Abschied und zog sich nach Schlesien zurück, wo er am 26. Juni 1845 in Liegnitz starb.

### Familie
Hellwig hatte am 24. September 1804 in Pitschen Josepha, geborene von Faldern, verwitwete von Görtz (* 1775) geheiratet, von der er sich jedoch am 31. Oktober 1809 scheiden ließ. Er heiratete dann am 27. Februar 1810 Klara Susanne Charlotte Wilhelmine Freytag (* 5. Oktober 1790 in Nienburg; † 30. Juli 1852 in Großrösen), die Tochter des Pächters und Amtmanns von Nienburg (Saale). Mit ihr hatte er folgende Kinder:
- Friedrich Oskar Rudolf (* 1811 in Lüben; † 8. April 1885), preußischer Rittmeister a. D., zuletzt im Garde-Kürassier-Regiment
- Dora, seit 1845 Erzieherin der Prinzessin Anna von Preußen